# لئوناردو زارپلون
لئوناردو زارپلون (انگلیسی: Leonardo Zarpellon؛ زادهٔ ۲۲ مهٔ ۱۹۹۹) بازیکن فوتبال است.